# Корона, Леонардо
Леонардо Корона (итал. Leonardo Corona; 1561, Мурано — 1605, Венеция) — живописец эпохи итальянского Возрождения венецианской школы, работавший, в основном, в Венеции.

## Биография
Биографических сведений о художнике сохранилось немного. Известно, что Леонардо Корона учился живописи сперва у отца Микеле, художника-миниатюриста, затем у Рокко ди Сан Сильвестро, а потом у Тициана. Леонардо был поклонником творчества Тинторетто, а также работал под влиянием Якопо Пальмы Младшего. Он сотрудничал с этим художником до 1585 года.
Он писал алтарные картины для венецианских церквей, капелл и частных коллекций. Так известны, в частности, его картины: «Благовещение Марии» для венецианской базилики Санти-Джованни-э-Паоло, «Вознесение Девы Марии» (Ассунта) для церкви Санто-Стефано, «Коронование терниями и бичевание» для Сан-Джованни-ин-Брагора и несколько произведений для Дворца дожей.
По некоторым данным, Корона завершал отдельные произведения своего учителя Тициана после смерти мастера. Наиболее известны его работы для венецианской церкви Сан-Джованни Элемозинарио. В правом нефе: «Посвящение святителя Николая Барийского в сан епископа», «Вознесение на крест святого Андрея». Большое полотно с изображением «Жатвы манны небесной». В пресбитерии: «Воскресение Христа», «Моисей и чудо со скалой», «Распятие Христа», «Моление в саду»; в левом приделе: «Восхождение на Голгофу». «Архангел Гавриил» и «Благовещение Марии» в левом боковом нефе считаются произведениями школы Леонардо Короны.
Воспитанный на примерах Веронезе, Пальмы Младшего и Тинторетто, Леонардо Корона работал в духе искусства эпохи Контрреформации с особым пристрастием к эффектам светотени, сильным ракурсам и динамичному построению изобразительного пространства.
В числе его учеников были Санто Перанда и Бальдассаре Д’Анна, который после смерти учителя завершал его работы, прежде всего девять больших картин для Скуолы Гранде-ди-Сан-Фантин (между 1600 и 1605).

## Галерея

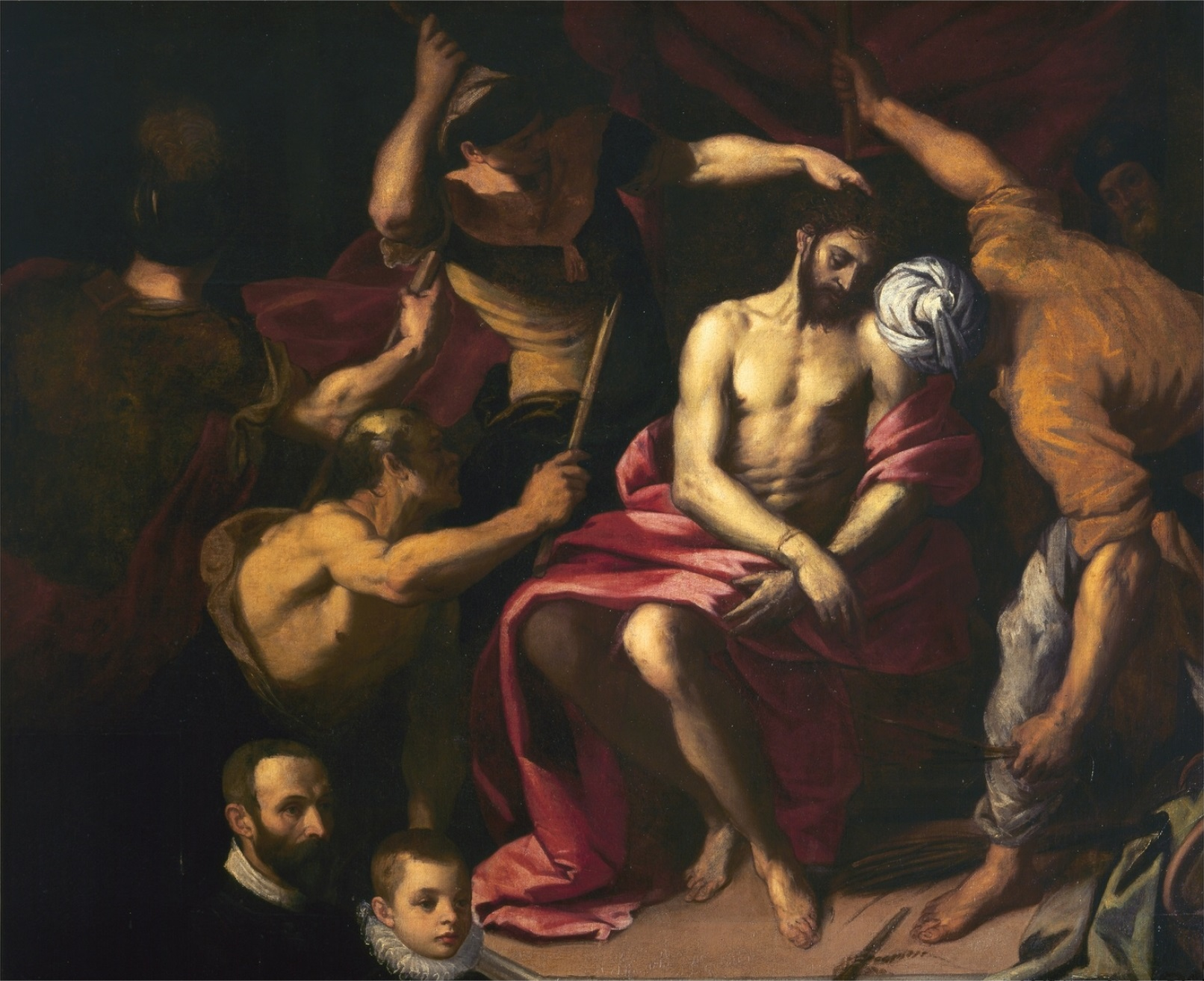
Коронование тернием. Ок.1595. Холст, масло. Церковь Сан-Джованни-ин-Брагора, Венеция
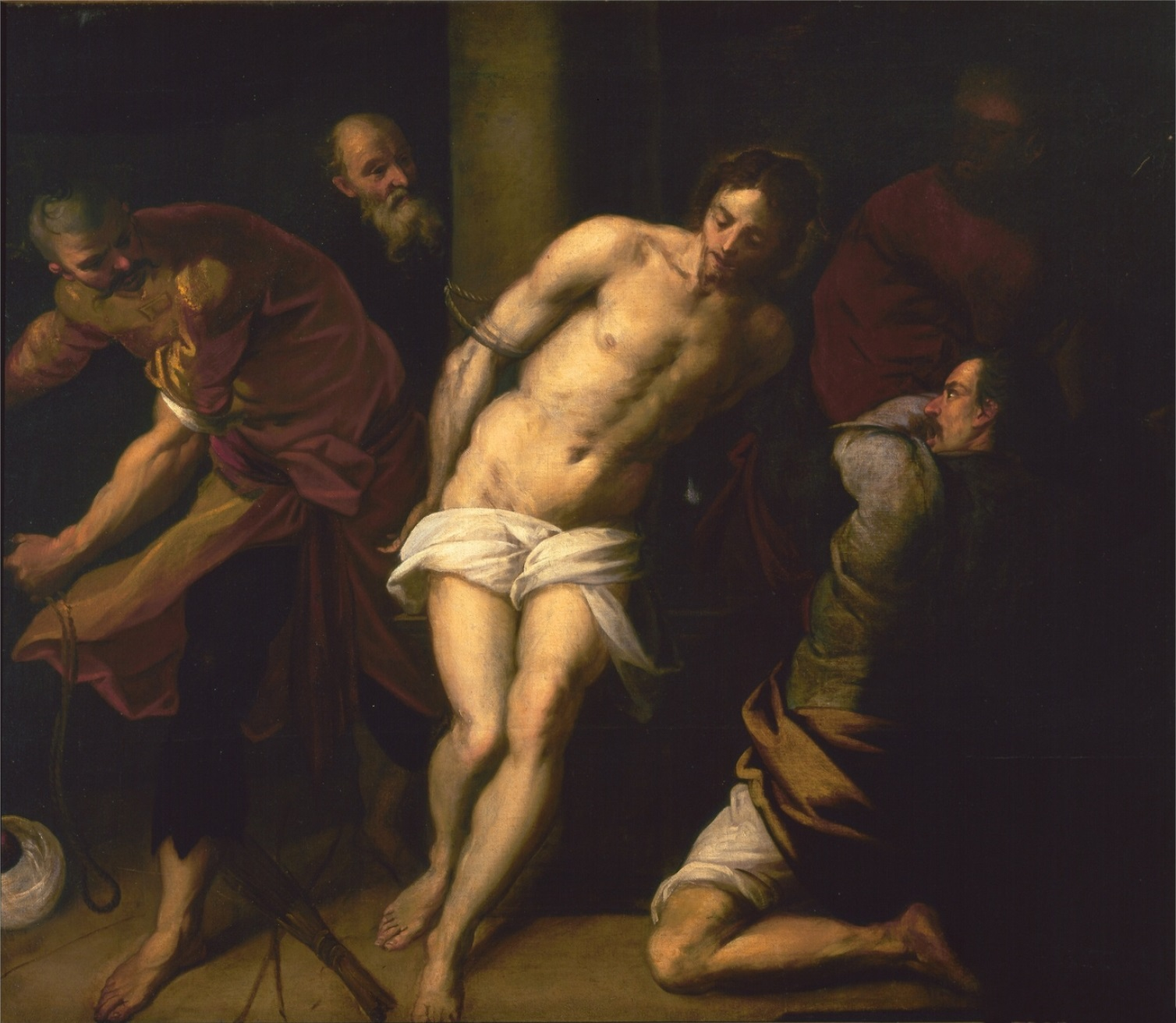
Бичевание Христа. Ок.1595. Холст, масло. Церковь Сан-Джованни-ин-Брагора, Венеция
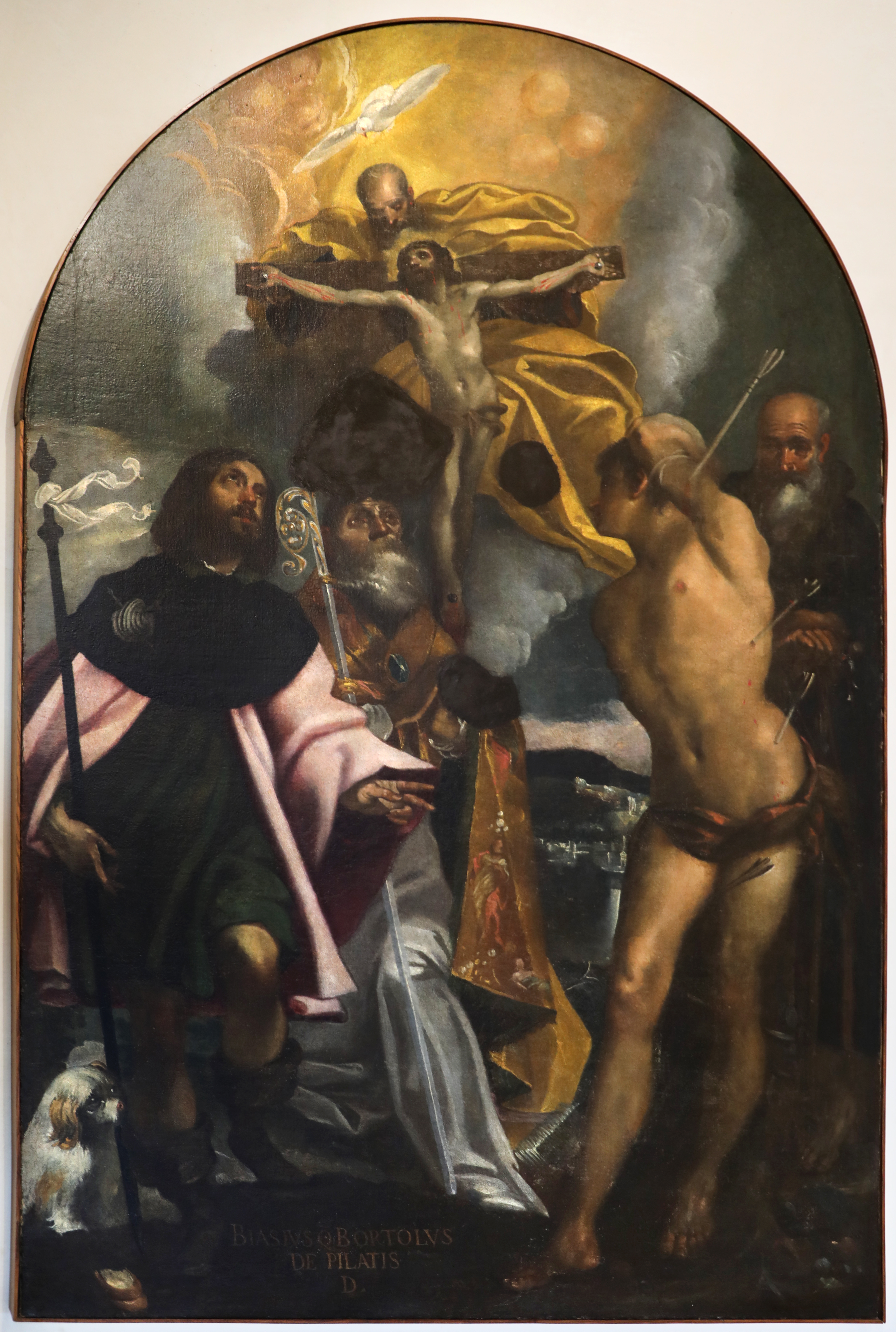
Пресвятая Троица со святыми Рохом, Власием, Себастьяном и Антонио Аббатом. Ок. 1580-1600. Епархиальный музей, Тревизо
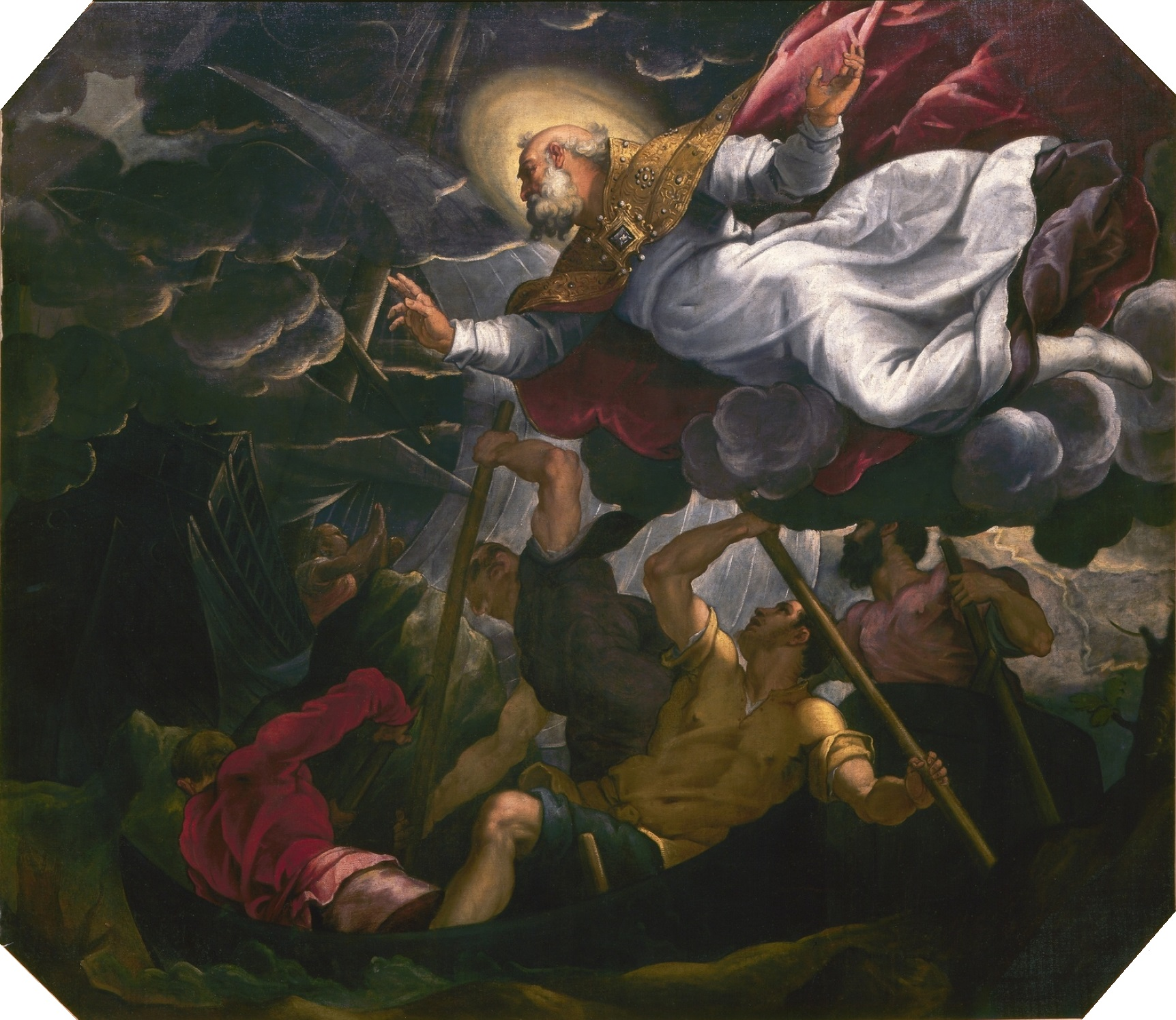
Святой Николай спасает моряков во время шторма. Дерево, масло. Церковь Сан-Николо-деи-Мендиколи, Венеция
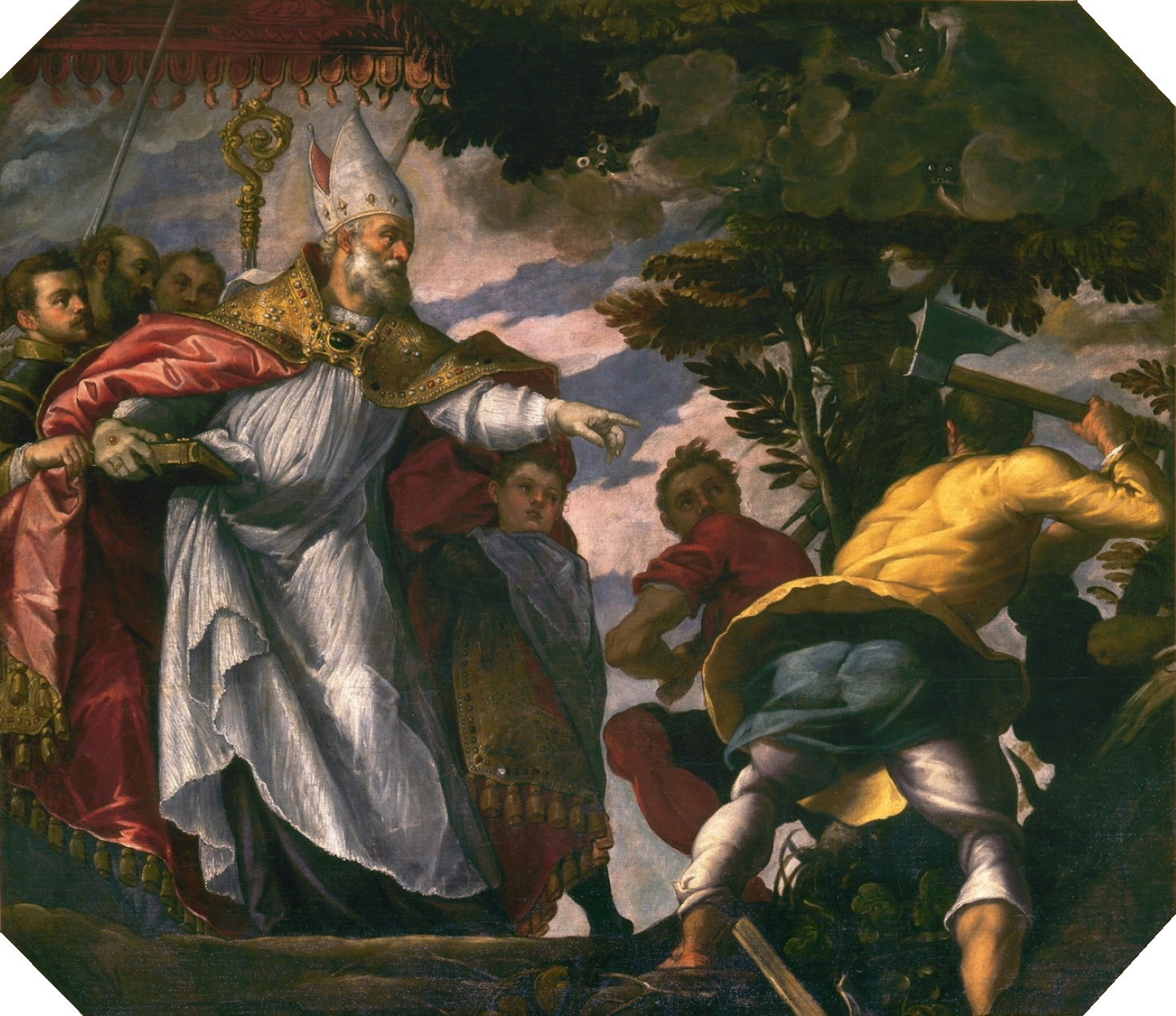
Святой Николай срубает дерево, которому поклонялись язычники. Дерево, масло. Церковь Сан-Николо-деи-Мендиколи, Венеция